# The She-Creature
The She-Creature is een Amerikaanse horrorfilm uit 1956. De film werd geregisseerd door Edward L. Cahn. Hoofdrollen werden vertolkt door Chester Morris, Marla English en Tom Conway.

## Verhaal
Een mysterieuze hypnotiseur brengt zijn assistente in een hypnotische trance. Hierdoor komen haar herinneringen aan een vorig leven, waarin ze een gewelddadig zeemonster was, weer boven. De trance is zelfs zo sterk, dat ze geheel transformeert in dit zeemonster en iedereen op haar pad begint te terroriseren. Aanvankelijk gebruikt de hypnotiseur haar voor zijn eigen doelen. Maar langzaam begint ze controle te krijgen over haar monsterlijke vorm, en plant ze haar wraak.

## Rolverdeling
| Acteur          | Personage           |
| --------------- | ------------------- |
| Chester Morris  | Dr. Carlo Lombardi  |
| Marla English   | Andrea Talbott      |
| Tom Conway      | Timothy Chappel     |
| Cathy Downs     | Dorothy Chappel     |
| Lance Fuller    | Dr. Ted Erickson    |
| Ron Randell     | Police Lt. Ed James |
| Frieda Inescort | Mrs. Chappel        |
| Frank Jenks     | Detective Sergeant  |
| El Brendel      | Olaf, the butler    |
| Paul Dubov      | Johnny, the barker  |

## Achtergrond
Van de film werd twee keer opnieuw verfilmd: Creature of Destruction (1967) en Mermaid Chronicles Part 1: She Creature (2001).
De film werd bespot in de cultserie Mystery Science Theater 3000.